# Sosnivka, Koriukivka
Sosnivka (în ucraineană Соснівка) este un sat în comuna Buda din raionul Koriukivka, regiunea Cernihiv, Ucraina.

## Demografie
Componența lingvistică a localității Sosnivka
     Ucraineană (96,43%)
     Rusă (3,57%)
Conform recensământului din 2001, majoritatea populației localității Sosnivka era vorbitoare de ucraineană (96,43%), existând în minoritate și vorbitori de rusă (3,57%).